# Jah Khalib
Бахтия́р (Ба́ха) Гусе́йнович Маме́дов (азерб. Bəxtiyar Hüseyn oğlu Məmmədov, каз. Bahtiar Hūsaiynūly Mamedov; род. 29 сентября 1993, Алматы, Казахстан), более известный под сценическим псевдонимом Jah Khalib (произн. Джа Хали́б), — казахстанский рэпер, певец, битмейкер и продюсер.

## Биография
Бахтияр Мамедов родился 29 сентября 1993 года в Алма-Ате. Отец, Гусейн Мамедов — азербайджанец; мать, Ляззат Мамедова — казашка, из рода найманов. С детства увлекался рэпом. Учился в музыкальной школе по классу саксофона. Учился на факультете музыкознания и менеджмента Казахской национальной консерватории имени Курмангазы.
В качестве битмейкера и саунд-продюсера работал со многими казахстанскими рэперами, среди которых Introvert, PR’OXY, Santos, Antrax, Hiroshima и другие. Начав сольную карьеру, взял себе сценический псевдоним Jah Khalib. По его словам, Khalib — это выдуманное имя, а Jah (Джа) — имя Бога в растафарианстве. Получил широкую известность благодаря социальным сетям, где распространялись его треки. Среди его первых произведений наиболее популярными стали «Твои сонные глаза», «SnD», «Сжигая дотла» и «Ты для меня». Jah Khalib вскоре стал известен не только в Казахстане, но и в других постсоветских странах.
В 2016 году выпустил полноценный сольный альбом «Если че, я Баха». Весной 2017 года со своим менеджером Истратов Станислав снял клип на композицию «Лейла».
В 2015 и 2016 годах входил в список звёзд шоу-бизнеса и спорта журнала «Forbes Kazakhstan». В июне 2017 года стал лауреатом Премии Муз-ТВ 2017 в номинации «Прорыв года».
В 2018 году в Москве получил свой первый «Золотой граммофон» за песню «Медина».
Летом 2019 года переехал жить в Киев, где и продолжил работу над альбомом «Выход в свет».
29 октября 2019 года выпустил альбом «Выход в свет». Пластинка состоит из 14 треков, в создании которых, помимо самого рэпера, приняли участие такие артисты, как Kyivstoner, Олег Груз, COSMOS Girls, Jamala, MARUV и многие другие. В некоторых треках были задействованы живые музыканты, что добавило альбому оригинальности по сравнению с предыдущим релизом «E.G.O». Лирика в новых песнях Khalib сводится и к привычным темам любви, отношений («По льду», «Кохаю»), собственного статуса в рэпе («Суд идет»), и к более серьёзным переживаниям (например, «Письмо матери», «Брату»).
17 апреля 2020 года у Jah Khalib выходит EP «911». В него вошло три песни, примечательные тем, что в двух из них Бахтияр поёт припевы на английском языке. Треки посвящены тематике любви и отношений.
22 января 2021 года выходит альбом «Мудрец», который Jah Khalib посвятил семейной жизни и любви к жене. И вслед за ним выпускает клип «Искал-нашёл».
В апреле 2023 года его концерты в Москве и Санкт-Петербурге были отменены из-за открытой поддержки Украины.

## Семья
Летом 2020 года женился. 
В 2022 году он сообщил, что его жена — украинка, принявшая ислам.
2 мая 2022 года у Бахтияра и его жены родилась дочь Сафия.

## Скандалы
3 августа 2022 года на YouTube-канале ORTA был опубликован двухчасовой подкаст о религии ислам с участием Мамедова. Один из гостей, юрист по имени Жаслан Айтмаганбетов, заявил, что университетский преподаватель по криминологии со званием подполковника рассказал ему, что 85% изнасилований женщин, происходят потому, что жертва оказалась «не в том месте, не в той одежде, не в то время». Айтмаганбетов тогда же добавил, что «Одежда, она вызывает, на самом деле вызывает». Мамедов, как и все остальные гости, согласился с высказыванием. Участники видео, состоящие исключительно из мужчин, также углубились в роль женщины в Исламе, и Бахтияр заявил, что «женщина чувствует себя безопаснее прикрытой». Подкаст особенно попал во внимание общества в начале 2024 года, когда началось судебное дело Куандыка Бишимбаева и в Instagram и Twitter началась кампания по отмене всех гостей подкаста. В списке участников этого скандального видео были также автор проекта RUH FOOD Нурсултан Зайкенов и маркетолог Расул Абдуллаев, известные как члены Совета по молодежной политике при президенте Казахстана Токаеве. Айя Шалкар, знакомая публике за ее главную женскую роль в клипе Мамедова "Медина", рассказала, что давно жалеет, что сотрудничала с певцом, упоминая, насколько мизогинный был текст песни. Отсылаясь на вирусный фрагмент подкаста, она добавила, что «100% насилия происходит по вине насильника» и сравнила мужчин, не умеющих себя контролировать, с собаками.

## Дискография

### Альбомы
| Название                 | Информация                                                                                               |
| ------------------------ | --- |
| KHALIBания души          | - Релиз: 2014 - Лейбл: JSC «SBA Production», Warner Music Russia, WMG - Формат: CD, цифровая дистрибуция |
| Джазовый грув            | - Релиз: 2016 - Лейбл: JSC «SBA Production», Warner Music Russia, WMG - Формат: CD, цифровая дистрибуция |
| Всё что мы любим         | - Релиз: 2016 - Лейбл: JSC «SBA Production», Warner Music Russia, WMG - Формат: CD, цифровая дистрибуция |
| Если чё, я Баха          | - Релиз: 2016 - Лейбл: JSC «SBA Production», Warner Music Russia, WMG - Формат: CD, цифровая дистрибуция |
| E.G.O.                   | - Релиз: 2018 - Лейбл: Warner Music Russia, WMG - Формат: CD, цифровая дистрибуция                       |
| Выход в свет             | - Релиз: 2019 - Лейбл: Warner Music Russia, WMG - Формат: CD, цифровая дистрибуция                       |
| 911                      | - Релиз: 2020 - Лейбл: Warner Music Russia, WMG - Формат: CD, цифровая дистрибуция                       |
| Баха и Дмитрий Карантино | - Релиз: 2020 - Лейбл: Warner Music Russia, WMG - Формат: CD, цифровая дистрибуция                       |
| Мудрец                   | - Релиз: 2021 - Лейбл: Warner Music Russia, WMG - Формат: CD, цифровая дистрибуция                       |
| Desert Eagle             | - Релиз: 2021 - Лейбл: Warner Music Russia, WMG - Формат: CD, цифровая дистрибуция                       |

### Синглы
- 2014 — «Всё или ничего»
- 2015 — «Песня о любви»
- 2015 — «Ты рядом»
- 2016 — «Созвездие ангела»
- 2017 — «Сегодня я нашёл тебя»
- 2017 — «Мамасита»
- 2018 — «Вдовоём»  (feat. Марк Стэйт)
- 2018 — «Медина»
- 2018 — «Воу-воу палехчэ»
- 2018 — «А я её»
- 2019 — «Джадуа»
- 2019 — «По льду» (feat. MARUV)
- 2019 — «Кохаю» (feat. Jamala)
- 2020 — «Qələbə» (feat. Xəyyam Nisanov, Alim Qasımov, Natiq Ritm, Qrupu)
- 2020 — «All about you»
- 2020 — «9 грамм свинца»
- 2020 — «911»
- 2020 — «Море»
- 2020 — «Намекает» (feat. Fatbelly)
- 2020 — «На тебя смотрю» (feat. ВесЪ)
- 2021 — «Искал-Нашёл»
- 2021 — «Гори-гори» (feat. АГОНЬ)
- 2021 — «Сила внутри»
- 2021 — «Следуй за мной»
- 2021 — «МамаМия» (feat. Artik & Asti)
- 2021 — «I go to the barbershop»
- 2021 — «Навсегда» (feat. Irina Rimes)
- 2021 — «Летний снег»
- 2021 — «Боже как завидую» (feat. HammAli & Navai)
- 2021 — «Улетай» (feat. EMIN)
- 2021 — «Он и Она» (feat. Akha)
- 2021 — «love nwantiti» (feat. CKay)
- 2022 — «Оля»
- 2022 — «Осеняя»
- 2022 — «Доча»[25]
- 2023 — «Пули»
- 2023 — «Панда»
- 2023 — «Сначала» (feat. Jamaru)

#### Участие в альбомах других исполнителей
- Будни — «Моя свобода» (альбом Aidara BMM)
- По полам — «Мне так жаль» (альбом Da Gudda Jazz & This Blind)
- Наизнанку — «Мурашки» (альбом Мота)
- Джига — «Мелодия» (альбом Джигана)
- Атом — «Меня ведёт любовь» (альбом Makvin’a)
- Выдох — «LVL» (альбом PROXXX)
- Sie Wollten wasser doch kriegen Benzin — «Nur ein Grund» (альбом Kontra K’а)
- СвоЇ — «Кохаю» (альбом Jamal’ы)
- Singles — «Вместе ты и я», «Осень (Разум в колючья)» (альбом IntroVert & Alibama)
- Над Землей — «И мне не нужно ничего» (альбом Levantine)
- Unfckble Slnce 2001 — «So Fly», «L.I.F.E» (альбом TRAX Hazard & Bro Upgrade)
- Fawkes — «Мир придуманный нами» (альбом Аль-Хайяма & Just Damir’a)
- ВесЪокосный Год — «На тебя смотрю» (альбом ВесЪ)
- Лирика, но не таблетки — «Игра в дыму» (альбом Santos’a)
- МИ — «Кохаю» (альбом Jamala)
- Эй, Кэп! — «Эй, Кэп!» (альбом Rigos’a)
- ACASĂ — «Навсегда» (альбом Irina Rimes)

### Видеоклипы
| Клип             | Год выпуска |
| ---------------- | ----------- |
| На своей волне   | 2012        |
| ZNNKN            | 2015        |
| Sunshine Lady    | 2015        |
| Созвездие ангела | 2016        |
| Мелодия          | 2017        |
| Лейла            | 2017        |
| Медина           | 2018        |
| Джадуа           | 2019        |
| Искал-Нашёл      | 2021        |
| МамаМия          | 2021        |
| Лиловая          | 2021        |